# Ro-32
Ro-32 (яп. 呂号第三十二潜水艦) — підводний човен Імперського флоту Японії. До введення в Японії в першій половині 1920-х років нової системи найменування підводних човнів мав назву «Підводний човен № 71» (第七十一潜水艦).
«Підводний човен № 71», який належав до типу Kaichū V, спорудили у 1924 році на корабельні компанії Kawasaki в Кобе. По завершенні корабель класифікували як належний до 2-го класу та підпорядкували військово-морському округу Сасебо, а вже за два тижні по тому, з 15 червня 1924-го, включили до складу 25-ї дивізії підводних човнів, що належала до того ж округу.
1 листопада 1924-го «Підводний човен № 69» перейменували на Ro-32.
15 грудня 1938-го Ro-32 перевели в резерв 4-го ступеня, а 1 квітня 1942-го виключили зі списків ВМФ. При цьому корпус корабля далі використовували як стаціонарний об'єкт для тренувань у школі підводного плавання в Отаке, допоки в серпні 1945-го не здали на злам.